# (38758) 2000 RS2
2000 RS2 (asteroide 38758) é um asteroide da cintura principal. Possui uma excentricidade de 0.13123990 e uma inclinação de 7.09660º.
Este asteroide foi descoberto no dia 1 de setembro de 2000 por LINEAR em Socorro.